# Lygdamis dayi
Lygdamis dayi är en ringmaskart som beskrevs av Kirtley 1994. Lygdamis dayi ingår i släktet Lygdamis och familjen Sabellariidae. Inga underarter finns listade i Catalogue of Life.